# Antoine Toulmonde
 (juin 2019).
Si vous disposez d'ouvrages ou d'articles de référence ou si vous connaissez des sites web de qualité traitant du thème abordé ici, merci de compléter l'article en donnant les références utiles à sa vérifiabilité et en les liant à la section « Notes et références ».
Pour les articles ayant des titres homophones, voir Toulemonde, Tout-le-Monde et Toutlemonde.
Antoine Toulmonde (20 janvier 1902 à Ochamps - 26 mai 1993 à Virton) est un musicien organiste, compositeur et pédagogue belge. 
Comme plusieurs autres jeunes diplômés de l'Institut Lemmens, il partit en Irlande où il enseigna au Clongowes Wood College dans le comté de Kildare.
Professeur de musique au Collège Saint-Joseph de Virton, il a composé de la musique liturgique dont une messe pour un pèlerinage à la basilique Notre-Dame d'Avioth en 1970. Il a aussi travaillé en collaboration avec l'abbaye Notre-Dame d'Orval. Il meurt à l'âge de 91 ans. Un enregistrement de certaines de ses compositions a été réalisé à l'occasion du centenaire de sa naissance.

## Compositions

### Orgue seul
- In Ireland, four impressions for the organ (1930?)
  - Choral
  - Regret
  - Lament
  - Lullaby. Fead an Iolair